# Urbana sociologija
Urbana sociologija je sociološka studija života i ljudske interakcije u gradskim područjima. To je normativna disciplina sociologije koja nastoji proučavati strukture, okolišne procese, promjene i probleme urbanih područja, te time pružiti ideje za urbanističko planiranje i izradu pravilnika. Drugim riječima, urbana sociologija je sociološko proučavanje gradova i njihove uloge u razvoju društva. Kao i u većini područja sociologije, urbani sociolozi koriste metode statističke analize, promatranja, društvene teorije, intervjue i druge prilikom proučavanja velikog raspona tema, uključujući migracijske i demografske trendove, ekonomiju, siromaštvo, rasne odnose i ekonomske trendove. Urbana sociologija jedna je od najstarijih poddisciplina sociologije koja datira iz sredine devetnaestog stoljeća.
Filozofski temelji moderne urbane sociologije potječu iz radova sociologa kao što su Karl Marx, Ferdinand Tönnies, Émile Durkheim, Max Weber i Georg Simmel koji su proučavali i teoretizirali ekonomske, društvene i kulturne procese urbanizacije i njihove utjecaje na društveno otuđenje, formiranje klasa, te stvaranje to jest razaranje kolektivnih i individualnih identiteta.
Grupa sociologa i istraživača koji su radili na Sveučilištu u Chicagu proširili su ove teorijske osnove s početkom dvadesetog stoljeća. Istraživanje središta grada Chicaga od strane Roberta Parka, Louisa Wirtha i Ernesta Burgessa na području poznatom kao Čikaška škola sociologije, revolucionirala je ne samo svrhu urbanog istraživanja u sociologiji, već i razvoj humanističke geografije korištenjem kvantitativnih i etnografskih metoda istraživanja. Iako su važnosti teorija unutar urbane sociologije koje je razvila Čikaška škola kritički podržane i kritizirane, one i dalje ostaju jedan od najznačajnijih povijesnih napredaka u razumijevanju urbanizacije i grada unutar društvenih znanosti. Ova disciplina povlači ideje iz nekoliko područja, uključujući kulturnu, ekonomsku i političku sociologiju.

## Razvoj i uspon
Urbana sociologija uzdigla se na važnosti među sjevernoameričkim akademicima kroz grupu sociologa i teoretičara na Sveučilištu u Chicagu od 1915. do 1940. pod institucijom koja je postala poznata kao Čikaška škola sociologije. Čikaška škola sociologije spojila je sociološku i antropološku teoriju s etnografskim terenskim radom da bismo razumjeli kako dolazi do interakcija između pojedinaca unutar urbanih društvenih sustava. Za razliku od od sociologije primarno bazirane na makro razini koja je obilježila ranija potpodručja, članovi Čikaške škole stavili su veći naglasak na društvene interakcije na mikro razini koje su nastojale pružiti subjektivno značenje načinu na koji ljudi međusobno djeluju i komuniciraju u strukturalnim, kulturnim i društvenim uvjetima. Baza na kojoj su mnoge metodološki revolucionarne etnografije poprimile oblik u ovom periodu, pod nazivom teorija simboličke interakcije, poprimila je prvotni oblik tijekom razvoja urbane sociologije i time oblikovala mnoge metodologije na koje se ona oslanja. Simbolička interakcija utvrđena na zapisima ranih mikrosociologa Georgea Meada i Maxa Webera nastojala je uokviriti kako pojedinci tumače simbole u svakodnevnim interakcijama. Ranim urbanim sociolozima koji su grad uokvirili kao 'superorganizam', koncept simboličke interakcije pomogao je u raščlanjivanju načina na koji pojedinačne zajednice doprinose besprijekornom funkcioniranju samog grada.
Znanstvenici Čikaške škole prvobitno su nastojali odgovoriti na jedno pitanje: kako je povećanje urbanizma tijekom industrijske revolucije pridonijelo uvećanju suvremenih društvenih problema? Sociolozi su se usredotočili na Chicago zbog njegovog tabula rasa stanja te se u sljedećih 50 godina proširio iz gradića od 10.000 stanovnika 1860. u urbanu metropolu s preko dva milijuna stanovnika. Zajedno s ovom ekspanzijom pojavili su se mnogi društveni problemi tog doba koji su sezali od problema loših životnih uvjeta i koncentriranog beskućništva do niskih plaća i dugih radnih sati koji su karakterizirali rad i život mnogih novopridošlih europskih imigranata. Nadalje, za razliku od mnogih drugih gradskih područja, Chicago se nije širio od rubova prema van kao što su predviđali rani teoretičari ekspanzionizma, već je umjesto toga 'preformatirao' raspoloživi prostor u oblik koncentričnog prstena. Kao i kod mnogih modernih gradova, poslovna četvrt zauzimala je središte grada i bila je okružena sirotinjskim i uništenim četvrtima, koje su zatim bile okružene radničkim domovima i ranim oblicima modernih predgrađa. Urbani teoretičari sugerirali su da su ove prostorno različite regije pomogle učvršćivanju i izolaciji klasnih odnosa unutar modernog grada, pomičući srednju klasu iz urbane jezgre u privatiziranu okolinu vanjskog predgrađa.
Tijekom ranog 20. stoljeća, zbog velikog broja imigrantskih obitelji prve generacije u središtu Chicaga, mnoge poznate rane studije urbane sociologije fokusirale su se na prijenos autentičnih uloga i normi u nove okoline. Političko sudjelovanje i uspon međudruštvenih organizacija također su često obrađivane teme u tom razdoblju, a mnoga urbana područja su usvojila popisne tehnike koje su omogućile skladištenje i lak pristup informacijama institucija koje su sudjelovale u tom razvoju, kao što je Sveučilište u Chicagu. Tri najranija zagovornika urbane sociologije, koji su istovremeno bili profesori na Sveučilištu u Chicagu - Park, Burgess i McKenzie, razvili su teorije o subkulturi koje su pomogle objasniti uobičajenu pozitivnu ulogu lokalnih institucija u formiranju društvenih veza i prihvaćanju zajednice. Međutim, kada se rasni odnosi pogoršaju i zajednica postane sve više anonimna, kao što se pretpostavljalo da će se dogoditi u to doba, središte grada postaje obilježeno visokom razinom društvene dezorganizacije koja otežava uspostavljanje i održavanje lokalnih veza u političkim sredinama.
Uspon urbane sociologije poklopio se s ekspanzijom statističkog zaključivanja u bihevioralnim znanostima, što je pomoglo olakšati prijelaz i prihvaćanje urbane sociologije u obrazovnim institucijama zajedno s drugim društvenim znanostima u usponu. Tečajevi mikrosociologije na Sveučilištu u Chicagu bili su među najranijim i najistaknutijim kolegijima urbanog sociološkog istraživanja u Sjedinjenim Državama.

## Evolucija discipline
Tijekom 1970-ih objavom djela Claudea Fischera (1975.) "Prema teoriji subkulturnog urbanizma" došlo je do evolucije sociološke teorije i njezinog prijelaza iz Čikaške škole u javnost. Djelo je uključivalo Bourdieuove teorije o društvenom kapitalu i simboličkom kapitalu unutar modela invazije i nasljeđivanja koji je razvila Čikaška škola. Djelo "Prema teoriji subkulturnog urbanizma" pridonijelo je definiranju načina na koji se etničke grupe formiraju, šire i u konačnici učvršćuju naselja. Tema tranzicije supkultura i grupa unutar grada dodatno je proširio Barry Wellman (1979.) djelom "Pitanje zajednice: Intimne mreže stanovnika East Yorka" koje je odredilo funkciju i položaj pojedinca, te institucije i zajednice u urbanom krajoliku. Wellmanova kategorizacija i integracija teorija usmjerenih na zajednicu kao što su "Izgubljena zajednica", "Spašena zajednica" i "Oslobođena zajednica" koje se usredotočuju na strukturu urbane zajednice u oblikovanju interakcija između pojedinaca i olakšavanju aktivnog sudjelovanja u lokalnoj zajednici.

### Izgubljena zajednica
Ova najstarija od tri teorije razvijena je u kasnom 19. stoljeću kako bi objasnila brzi razvoj industrijskih obrazaca koji su naizgled uzrokovali raslojavanje između pojedinca i njegove lokalne zajednice. Tvrdilo se da stanovnici većih gradova razvijaju veze koje su "bezlične, prolazne i fragmentirane", održavajući veze unutar različitih društvenih grupa ili mreža pojedinaca, ali im nedostaju snažne veze koje ih povezuju s određenom skupinom. Takva dezorganizacija rezultirala je time da su članovi urbanih zajednica gotovo isključivo ovisili o sekundarnim vezama s drugima te su rijetko mogli računati na pomoć drugih članova zajednice za zadovoljenje svojih potreba.

### Spašena zajednica
Kritički odgovor na teoriju izgubljene zajednice koja se razvila tijekom 1960-ih, argument spašene zajednice sugerira da se višestruke veze često pojavljuju u rijetko povezanim zajednicama kako vrijeme prolazi, te da urbane zajednice često posjeduju te snažne veze, iako u različitim oblicima. Osobito među zajednicama s niskim prihodima, pojedinci imaju tendenciju prilagođavanja svojoj okolini i udruživanju resursa kako bi se kolektivno zaštitili od strukturnih promjena. S vremenom urbane zajednice imaju tendenciju da postanu “urbana sela”, gdje pojedinci posjeduju snažne veze sa samo nekoliko pojedinaca koje ih povezuju sa zamršenom mrežom drugih urbanih zajednica unutar istog lokalnog okruženja.

### Oslobođena zajednica
Presjek izgubljene zajednice i argumenata spašenih zajednice, teorija oslobođene zajednice sugerira da je odvajanje radnog mjesta, mjesta stanovanja i obiteljskih srodničkih grupa uzrokovalo urbane ljude da održavaju slabe veze u višestrukim grupama zajednice koje su dodatno oslabljene visokim stopama stambene mobilnosti. Međutim, koncentriran broj okruženja prisutnih u gradu za interakciju povećava vjerojatnost da pojedinci razviju sekundarne veze, čak i ako istovremeno održavaju udaljenost od čvrsto povezanih zajednica. Primarne veze koje pojedincu nude pomoć u svakodnevnom životu formiraju se iz rijetko povezanih i prostorno raspršenih interakcija, pri čemu pristup pojedinca resursima ovisi o kvaliteti veza koje održava unutar svoje zajednice.
Paralelno s razvojem ovih teorija, urbani sociolozi su u posljednjih pola stoljeća sve više počeli proučavati razlike između urbanih, ruralnih i prigradskih sredina. U skladu s argumentom o oslobođenju zajednice, istraživači su velikim dijelom otkrili da urbani stanovnici teže održavanju prostorno raspršenijih mreža veza od ruralnih ili prigradskih stanovnika. Među urbanim stanovnicima s nižim prihodima, nedostatak mobilnosti i zajedničkog prostora unutar grada često remeti stvaranje društvenih veza i pogoduje stvaranju neintegriranog i udaljenog prostora zajednice. Dok velika gustoća mreža unutar grada slabi odnose među pojedincima, povećava vjerojatnost da barem jedan pojedinac unutar mreže može pružiti primarnu potporu koja se nalazi među manjim i čvršće povezanim mrežama. Od 1970-ih godina istraživanja društvenih mreža prvenstveno su se usredotočila na vrste veza koje su se razvile unutar stambenih okruženja. Veze povezivanja, uobičajene u čvrsto povezanim susjedstvima, sastoje se od veza koje pojedincu pružaju primarnu podršku, kao što je pristup prihodu ili uzlazna mobilnost među organizacijom susjedstva. Premošćujuće veze, nasuprot tome, su veze koje slabo povezuju jake mreže pojedinaca. Grupa zajednica zabrinutih oko postavljanja obližnje autoceste može biti povezana samo preko nekoliko pojedinaca koji zastupaju svoje stavove na sastanku odbora zajednice, na primjer.
Međutim, kako se razvijala teorija o društvenim mrežama, sociolozi poput Alejandra Portesa i wisconsinski model sociološkog istraživanja počeli su stavljati sve veći utjecaj na važnost tih slabih veza. Dok su jake veze neophodne za pružanje primarnih usluga stanovnicima i osjećaja zajedništva, slabe veze spajaju elemente različitih kulturnih i gospodarskih krajolika u rješavanju problema koji pogađaju veliki broj pojedinaca. Kako primjećuje teoretičar Eric Oliver, susjedstva s ogromnim društvenim mrežama također su ona koja se najčešće oslanjaju na heterogenu podršku u rješavanju problema, a također su i politički najaktivnija.
Kako se prigradski krajolik razvijao tijekom 20. stoljeća, a vanjski grad postao utočište za bogate i, kasnije, rastuću srednju klasu, sociolozi i urbani geografi poput Harveya Molotcha, Davida Harveya i Neila Smitha počeli su proučavati strukturu i revitalizaciju najsiromašnijim područjima užeg gradskog jezgra. U njihovom istraživanju, utvrđeno je da su siromašne četvrti, koje se često oslanjaju na usko povezane lokalne veze za ekonomsku i društvenu potporu, bile ciljane na graditelje za gentrifikaciju koja je raselila stanovnike koji žive unutar tih zajednica.→ Političko eksperimentiranje u pružanju polu-trajnog smještaja i strukturalne potpore tim stanovnicima – u rasponu od stambenog prostora po Odjeljku 8 do programa potpore za razvoj zajednice – u mnogim je slučajevima olakšalo prijelaz stanovnika s niskim primanjima u stabilan smještaj i zaposlenje. Ipak, istraživanje koje pokriva društveni učinak prisilnog kretanja među tim stanovnicima primijetilo je poteškoće koje pojedinci često imaju s održavanjem razine ekonomske udobnosti, što je potaknuto porastom vrijednosti zemljišta i međuurbanim natjecanjem između gradova kao sredstvom za privlačenje kapitalnih ulaganja. Interakcija između stanovnika gradskih središta i prolaznika srednje klase u takvim okruženjima također je bila tema proučavanja urbanih sociologa.
U izdanju časopisa "Grad i zajednica (C&C)" iz rujna 2015. članak govori o budućim planovima i razmatra istraživanja potrebna za buduću budućnost. U članku se predlažu određeni koraci kako bi se reagiralo na urbane trendove, stvorilo sigurnije okruženje i pripremilo za buduću urbanizaciju. Koraci uključuju: objavljivanje više C&C članaka, više istraživanja prema segregaciji u gradskim područjima, fokusiranje na trendove i obrasce u segregaciji i siromaštvu, smanjenje segregacije na mikrorazini i istraživanje prema međunarodnim promjenama urbanizacije. Međutim, u izdanju časopisa C&C iz lipnja 2018., Mike Owen Benediktsson tvrdi da bi prostorna nejednakost, ideja o nedostatku resursa kroz određeni prostor, bila problematična za budućnost urbane sociologije. Problemi u susjedstvu proizlaze iz političkih oblika i pitanja. On tvrdi da bi pozornost trebala biti usmjerena više na odnos između prostora, a ne na širenje urbanijih gradova.

## Kritike
Mnoge teorije u urbanoj sociologiji kritizirane su, najistaknutije usmjerene prema etnocentričnim pristupima mnogih ranih teoretičara koji su postavili temelj urbanim studijama tijekom 20. stoljeća. Rane teorije koje su nastojale uokviriti grad kao prilagodljiv "superorganizam" često su zanemarivale zamršene uloge društvenih veza unutar lokalnih zajednica, sugerirajući da sama urbana sredina, a ne pojedinci koji žive u njoj, kontroliraju širenje i oblik grada. Za osiromašene stanovnike gradskih središta, uloga politike planiranja autocesta i drugih inicijativa koje je potaknula vlada, a koje je pokrenuo planer Robert Moses i drugi, kritizirane su kao ružne i neodgovarajuće na stambene potrebe. Spori razvoj empirijski utemeljenog urbanog istraživanja odražava neuspjeh lokalnih urbanih vlasti da se prilagode i olakšaju prijelaz lokalnog stanovništva na kratkotrajnu industrijalizaciju grada.
Neki moderni teoretičari društva također su bili kritični prema očitoj kratkovidnosti koju su urbani sociolozi pokazali prema ulozi kulture u središtu grada. William Julius Wilson kritizirao je teoriju razvijenu sredinom dvadesetog stoljeća jer se primarno oslanja na strukturalne uloge institucija, a ne na to kako sama kultura utječe na uobičajene aspekte života u središtu grada, kao što je siromaštvo. Distanca prikazana prema ovoj temi, tvrdi on, predstavlja nepotpunu sliku života u centru grada. Urbana sociološka teorija smatra se jednim od važnih aspekata sociologije.
Koncept urbane sociologije kao cjeline sociolozi su tijekom vremena često osporavali i kritizirali. Nekoliko različitih aspekata od rase, zemlje, resursa itd. proširilo je ideju. Manuel Castells doveo je u pitanje postoji li uopće urbana sociologija i posvetio je 40 godina istraživanja kako bi redefinirao i reorganizirao koncept. S rastućom populacijom i većinom Amerikanaca koji žive u predgrađima, Castells vjeruje da većina istraživača svoj rad urbane sociologije usmjerava na gradove, zanemarujući druge veće zajednice predgrađa, gradova i ruralnih područja. Također vjeruje da su urbani sociolozi previše zakomplicirali pojam urbane sociologije i da bi možda trebali stvoriti jasnije i organiziranije objašnjenje za svoje studije, tvrdeći da bi "Sociologija naselja" pokrila većinu pitanja oko tog pojma.
Urbani sociolozi usredotočuju se na niz koncepata kao što su periurbana naselja, ljudska prenaseljenost i terenska istraživanja urbane društvene interakcije. Perry Burnett, koji je studirao na Sveučilištu Southern Indiana, istraživao je ideju urbanog širenja i optimizacije grada za ljudsku populaciju. Neki sociolozi proučavaju odnose između urbanih obrazaca/politike i društvenih pitanja poput rasne diskriminacije ili visokih poreza na prihode.

## Reference
1. ↑  Definition of urban sociology | Dictionary.com. www.dictionary.com (engleski). Pristupljeno 7. lipnja 2023.
2. ↑  Caves, Roger W., ur. 1. ožujka 2004. Encyclopedia of the City. Routledge. ISBN 978-1-134-52847-9
3. ↑  Martin, D.G. 2009. "Chicago School" in D. Gregory, R. Johnston, G., Pratt, M. Watts and S. Whatmore eds., The Dictionary of Human. London: Blackwell
4. ↑  Jezierski, Louise; Flanagan, William G. Svibanj 1994. Contemporary Urban Sociology. Contemporary Sociology. 23 (3): 393. doi:10.2307/2075335. ISSN 0094-3061
5. ↑  Wirth, Louis. Srpanj 1938. Urbanism as a Way of Life. American Journal of Sociology. 44 (1): 1–24. doi:10.1086/217913. ISSN 0002-9602
6. ↑  Trepl, Ludwig. Lipanj 1996. City and ecology. Capitalism Nature Socialism. 7 (2): 85–94. doi:10.1080/10455759609358681. ISSN 1045-5752
7. ↑  Burgess, Ernest W. 14. svibnja 2020. “The Growth of the City: An Introduction to a Research Project”. Routledge. Seventh edition. | Abingdon, Oxon ; New York, NY : Routledge, 2020. | Series: Routledge urban reader series. str. 180–188. ISBN 978-0-429-26173-2CS1 održavanje: lokacija (link)
8. ↑  Sassen, Saskia. Siječanj 2000. New frontiers facing urban sociology at the Millennium. The British Journal of Sociology. 51 (1): 143–159. doi:10.1111/j.1468-4446.2000.00143.x. ISSN 0007-1315
9. ↑  Wellman, Barry. Ožujak 1979. The Community Question: The Intimate Networks of East Yorkers. American Journal of Sociology. 84 (5): 1201–1231. doi:10.1086/226906. ISSN 0002-9602
10. ↑  Granovetter, Mark S. Svibanj 1973. The Strength of Weak Ties. American Journal of Sociology. 78 (6): 1360–1380. doi:10.1086/225469. ISSN 0002-9602
11. ↑  Portes, Alejandro; Sensenbrenner, Julia. Svibanj 1993. Embeddedness and Immigration: Notes on the Social Determinants of Economic Action. American Journal of Sociology. 98 (6): 1320–1350. doi:10.1086/230191. ISSN 0002-9602
12. ↑  Oliver, J. Eric. 12. siječnja 2021. Democracy in Suburbia. Princeton University Press. ISBN 978-0-691-22336-0
13. ↑  Smith, N. 1996. The New Urban Frontier: Gentrification and the Revanchist City. London: Routledge
14. ↑  Harvey, D. 1976. The City as a Growth Machine: Toward a Political Economy of Place. American Journal of Sociology. str. 309–332
15. ↑  Harvey, David. Travanj 1989. From Managerialism to Entrepreneurialism: The Transformation in Urban Governance in Late Capitalism. Geografiska Annaler: Series B, Human Geography. 71 (1): 3–17. doi:10.1080/04353684.1989.11879583. ISSN 0435-3684
16. ↑  Duneier, Mitchell; Carter, Ovie. 2001. Sidewalk. 1 izdanje. Farrar, Straus and Giroux. New York. ISBN 978-0-374-52725-9
17. ↑  Dromi, Shai M. Prosinac 2012. Penny for Your Thoughts: Beggars and the Exercise of Morality in Daily Life 1: Penny for Your Thoughts. Sociological Forum (engleski). 27 (4): 847–871. doi:10.1111/j.1573-7861.2012.01359.x
18. ↑  Hyra, Derek. Rujan 2015. Advancing the Future Urban Discourse. City & Community (engleski). 14 (3): 254–257. doi:10.1111/cico.12129. ISSN 1535-6841
19. ↑  Benediktsson, Mike Owen. Lipanj 2018. Where Inequality Takes Place: A Programmatic Argument for Urban Sociology. City & Community (engleski). 17 (2): 394–417. doi:10.1111/cico.12302. ISSN 1535-6841
20. ↑  Caro, Robert A. 1974. The power broker: Robert Moses and the fall of New York. A Borzoi book. Alfred A. Knopf. New York. ISBN 978-0-394-48076-3
21. ↑  Gans, Herbert J. Rujan 2009. Some Problems of and Futures for Urban Sociology: Toward a Sociology of Settlements. City & Community (engleski). 8 (3): 211–219. doi:10.1111/j.1540-6040.2009.01286.x. ISSN 1535-6841

## Daljnje čitanje
- Berger, Alan S., Grad: urbane zajednice i njihovi problemi, Dubuque, Iowa : William C. Brown, 1978.
- Bourdieu, P., Distinction: A Social Critique of the Judgment of Taste, (prijevod) Nice, R., Cambridge, MA: Harvard University Press, 1984.
- Durkheim, E., Podjela rada u društvu, (prijevod) Coser, LA, New York: Free Press, 1997.
- Fischer, CS, "Prema teoriji subkulture urbanizma". American Journal of Sociology, 80, str. 1319–1341, 1975.
- Harvey, D., "Od menadžerizma do poduzetništva: transformacija u urbanom upravljanju u kasnom kapitalizmu". Geografiska Annaler: Series B, Human Geography, 71, pp. 3–17, 1989.
- Hutchison, R., Gottdiener M. i Ryan, MT: Nova urbana sociologija. Westview Press, Google E-knjiga, 2014.
- Marx, K., Prilog kritici političke ekonomije, (trans) Stone, NI, Chicago: Charles H. Kerr, 1911.
- Marx, K., Kapital: Kritika političke ekonomije, sv. 1, (prijevod) Fowkes, B., New York: Penguin, 1976.
- Molotch, H., "Grad kao stroj za rast: prema političkoj ekonomiji mjesta". American Journal of Sociology, 82(2), pp. 309–332, 1976.
- Molotch, H. i Logan, J., Urbano bogatstvo: politička ekonomija mjesta, Berkeley i Los Angeles: University of California Press, 1987.
- Portes, A., i Sensenbrenner, J., "Ugrađenost i imigracija: bilješke o društvenim determinantama ekonomskog djelovanja", American Journal of Sociology, 98, str. 1320-1350, 1993.
- Simmel, G., Sociologija Georga Simmela, (trans) Wolff, KH, Glencoe, IL: The Free Press, 1950.
- Smith, N., Nova urbana granica: Gentrifikacija i revanšistički grad, London: Routledge, 1996.
- Tonnies, F., Zajednica i društvo, (prijevod) Loomis, CP, East Lansing: Michigan State Press, 1957.
- Weber, M., Grad, (prijevod) Martindale, D., i Neuwirth, G., New York: The Free Press, 1958.
- Weber, M., Protestantska etika i "duh" kapitalizma i drugi spisi, (prijevod) Baehr, P. i Wells, GC, New York: Penguin, 2002.
- Wellman, B., "Pitanje zajednice: Intimne mreže stanovnika East Yorka". American Journal of Sociology, 84(5), pp. 1201–31, 1979.
- Wilson, WJ, When Work Disappears: The World of the New Urban Poor, New York: Knopf, 1996.
- Wirth, L., "Urbanizam kao način života". American Journal of Sociology, 44(1), pp. 1–24, 1938.